# Огурцов, Сергей Юрьевич
Серге́й Ю́рьевич Огурцо́в (род. 30 апреля 1982, пос. Озерки, Калининская область) — свободный художник, куратор, автор текстов об искусстве, поэт.

## Биография
Родился 30 апреля 1982 года в посёлке Озерки Калининской области. Жил в Сиднее, где окончил College of Fine Arts (2003), University of New South Wales (2004). В Москве окончил Русскую антропологическую школу РГГУ (2007) и Институт проблем современного искусства (ИПСИ, 2008). В 2010 году продолжил обучение в Швеции, где стал выпускником магистратуры Valand School of Fine Arts (Гётеборг).
В 2004, 2006 и 2007 годах произведения Огурцова вошли в лонг-лист литературной премии «Дебют» в номинации «Поэзия». Публиковал критические и художественные тексты в журналах «Новое литературное обозрение», «Транслит», «TextOnly» и других. Начав творческую карьеру как поэт, Огурцов активно занялся визуальными видами искусства. В 2009 году он выступил с проектом «Исход» на площадке «Старт» в ЦСИ «Винзавод» (Москва). Экспозиция, в которой «различные смыслы и медиа: природные материалы (камни) рифмуются с техногенными видеопроекциями, „теплая“ материя (молоко) противопоставляется бесплотным артефактам „холодной“ культуры (книгам)», заинтересовала куратора Третьей Московской биеннале современного искусства Жан-Юбер Мартена. Огурцов был приглашен в основной проект биеннале («Против исключения»/Against Exclusion, 2009, Центр современной культуры «Гараж»).
С 2010 года художник активно участвует в групповых выставках, пишет о теории искусства. Публиковал эссе и переводы в «Художественном журнале», «Диалоге искусств», альманахе «База», газете левой художественно-философской платформы «Что делать?». С 2011 по 2014 год сотрудничал с «Галереей 21» (Москва), где представил персональный художественный проект «Элементы теории призраков» (2012), а также ряд собственных кураторских проектов («Среда ожидания», «За сценами встречи», 2012).
Критики относят творчество Огурцова к новой волне концептуализма (или постконцептуализма).
Долгое время жил и работал в Москве.

## Персональные выставки
- 2012 — Элементы теории призраков (Галерея 21, Москва)
- 2010 — Tiny history of the End of Time (Rotor gallery, Гётеборг)
- 2009 — Исход, Старт (ЦСИ Винзавод, Москва)

## Групповые выставки
- 2014 — Детектив, (ММСИ, Москва)
- 2014 — Печатные материалы (Музей печати, Санкт-Петербург)
- 2013 — Dreaming Russia (Albertina Museum, Vienna)
- 2013 — Игра света (Галерея 21, Москва)
- 2012 — Ангкор, ещё Ангкор (Галерея 21, Москва)
- 2012 — Кажется, здесь чего-то не хватает (ЦСИ Винзавод, Москва)
- 2012 — Контриллюзии (КЦ ЗИЛ, Москва)
- 2012 — Путешествовать. Промежуточные впечатления (Галерея 21, Москва)
- 2011 — Обратная перспектива (галерея pop/off/art, Москва)
- 2011 — Из области практического знания (галерея GMG, Москва)
- 2011 — Practice for everyday life (Calvert22, Лондон)
- 2011 — Новая скульптура: хаос и структура (Новый музей, Санкт-Петербург)
- 2010 — История российского видеоарта. Том 3 (ММСИ, Москва)
- 2010 — Живой музей перформанса (ВЦСИ, Воронеж)
- 2010 — He carried what he could and left the balance to his brother (Rotor gallery, Гётеборг)
- 2009 — Против исключения, основной проект 3-й Московской биеннале современного искусства (ЦСК Гараж, Москва)
- 2009 — Really? (ArtPlay, Москва)
- 2008—2009 — Мавзолей Бунта (ELIA, Гётеборг; Stella Art Foundation, Москва)
- 2008 — Cognitive Capitalism and Spaces of Mobility (Гётеборг)
- 2008 — Исчисляя Ощущения (АртМосква, Москва)
- 2008 — Неорганический Пейзаж (Первая Московская биеннале молодого искусства, фонд ЭРА, Москва)
- 2007 — Документация Возможного (Valand School of Fine Arts, Гётеборг)

## Кураторские проекты
- 2012 — За сценами встречи (Галерея 21, Москва)
- 2012 — Среда ожидания (Галерея 21, Москва)
- 2010 — Приручение времени (проект Фабрика, Москва)
- 2010 — Искусство тратить время (совместно с А. Литвиным, галерея М’АРС, Москва)

## Публикации
- Нейротекст, или практика выращивания невозможных тел Архивная копия от 1 августа 2017 на Wayback Machine: Предисловие // Суслова Е. Животное. Нижний Новгород: Красная ласточка, 2016. С. 9—21.
- Вместо предисловия // Сафонов Н. Разворот полем симметрии. М.: Новое литературное обозрение, 2015. С. 5—13.
- Как измерить кроличью нору во время полёта? Очевидное и невероятное в искусстве Александры Сухаревой Архивная копия от 6 марта 2019 на Wayback Machine // Диалог искусств. 2014. № 2. С. 99—100.
- Кроме тел и языков // Транслит. 2013. № 13. С. 72—74.
- Фрагменты логики видимого // Транслит. 2013. № 13. С. 68—71.
- Когнитивные узлы. Методы и смыслы новой поэзии Архивная копия от 21 мая 2017 на Wayback Machine. Рец. на кн.: Сафонов Н. Узлы. М.; СПб., 2011 // Новое литературное обозрение. 2012. № 115. С. 304—310.
- Знаки во времени: об отношениях текста и образа в коммуникативной среде Архивная копия от 18 сентября 2017 на Wayback Machine. Рец. на кн.: Разница во времени: Сборник переводов из современной американской поэзии. Самара, 2010 // Новое литературное обозрение. 2012. № 113. С. 274—282.
- Нелокальные опытные модели: Каталог выставки. М., 2012.
- Такое какое // База. 2011. № 2. С. 439—443.
- Нет, он не спит Архивная копия от 22 июля 2017 на Wayback Machine // Воздух. 2010. № 1. С. 126—127.
- «Назад к вещам!» Архивная копия от 7 августа 2017 на Wayback Machine // Художественный журнал. 2010. № 79-80.
- Искусство после концептуализма: концептуальное пространство искусства Архивная копия от 5 августа 2017 на Wayback Machine // Художественный журнал. 2009. № 71-72.
- Вдоль принуждения слов Архивная копия от 8 августа 2017 на Wayback Machine // TextOnly. 2008. № 2.